# 古曽志村
古曽志村（こそしむら）は、島根県八束郡にあった村。現在の松江市古曽志町、荘成町、打出町にあたる。

## 地理
- 湖沼：宍道湖[1]
- 河川：古曽志川、佐陀川[1]

## 歴史
- 1889年（明治22年）4月1日、町村制の施行により、秋鹿郡古曽志村、荘成村が合併して村制施行し、古曽志村が発足[1][2]。
- 1896年（明治29年）4月1日、郡の統合により八束郡に所属[2]。
- 1908年（明治41年）5月1日、八束郡古志村、長江村と合併し、古江村を新設して廃止[1][2]。

### 地名の由来
『出雲国風土記』に記載の許曽志神社が所在することによる。

## 産業
- 農業[1]

## 名所・旧跡・観光地
- 丹花庵古墳（史跡）[1]